# Джейк Баґґ
Джейк Баґґ (англ. Jake Bugg, нар. 28 лютого 1994) — англійський співак, композитор та автор пісень.
В жовтні 2012 року вийшов його однойменний із сценічним іменем дебютний альбом Jake Bugg і посів перше місце в британському хіт-параді UK Albums Chart. Реліз наступного альбому Шанґрі Ла (Shangri La) відбувся в листопаді 2013 року. Баґґа номінували на премію Brit Awards в категорії Британський прорив, а також на премію журналу New Musical Express в двох категоріях.

## Дискографія
Студійні альбоми
- Jake Bugg (2012)
- Shangri La (2013)
- On My One (2016)
- Hearts That Strain (2017)
- Saturday Night, Sunday Morning (2021)